# Colin Davis (dirigent)

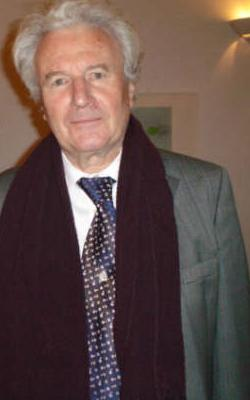
Colin Davis

Sir Colin Rex Davis, CH, CBE (Weybridge, 25 september 1927 – Londen, 14 april 2013) was een Britse dirigent.

## Muzikale carrière
Hij studeerde klarinet aan het Royal College of Music in Londen. Hij mocht niet meedoen met lessen in dirigeren, omdat hij geen piano kon spelen. Hij formeerde toen het Kalmar Ochestra met medestudenten en dirigeerde dit dikwijls. In 1952 begon Davis te werken in de Royal Festival Hall en in de late jaren vijftig dirigeerde hij het BBC Scottish Symphony Orchestra. Hij werd pas echt op waarde geschat toen hij in 1959 Otto Klemperer verving bij een uitvoering van de opera Don Giovanni van Mozart. Een jaar later herhaalde hij dit staaltje door Sir Thomas Beecham te vervangen, nu in Die Zauberflöte.
In de jaren zestig werkte hij met zowel de Sadler’s Wells Opera als het London Symphony Orchestra (LSO). Daarnaast was hij chef-dirigent van het BBC Symphony Orchestra. In 1971 volgde hij Georg Solti op als chef-dirigent bij het Royal Opera House Covent Garden. Hij had daar al eerder opvoeringen geleid en bleef daar werkzaam tot 1986. Tijdens die periode gaf hij premières van The Knot Garden en The Ice Break van Michael Tippett. In 1977 kwam zijn eerste optreden in de Bayreuther Festspiele met Tannhäuser van Richard Wagner. Van 1972 tot 1984 was hij eerste gastdirigent van het Boston Symphony Orchestra en van 1983 tot 1993 chef-dirigent van het Beierse Radio Symfonie Orkest.
In 1995 begon hij aan zijn vaste aanstelling bij het LSO als eerste dirigent. Dit dienstverband werd beëindigd op 31 december 2006. De dag erna werd hij voorzitter van dat orkest. Gedurende zijn periode met het LSO was hij van 1998 tot 2003 ook eerste gastdirigent van het New York Philharmonic Orchestra. Naast zijn liefde voor de muziek van Tippett en Mozart, ging zijn voorliefde uit naar Berlioz, Britten, Elgar, Sibelius en Stravinsky. Laat in zijn carrière wendde hij zich ook tot de muziek van Carl Nielsen, wiens symfonieën hij opnam. Ook zette hij zich in voor James MacMillan. 
In Nederland maakte Davis opnamen met het Concertgebouworkest. Zijn opname van Berlioz' Symphonie fantastique gold jarenlang als referentiepunt. Ook nam hij met dit orkest de Londense symfonieën (nrs. 93-104) van Haydn op.

## Privé
Davis groeide op in een gezin met zeven kinderen. In 1949 trouwde hij met de sopraan April Cantelo. Zij kregen twee kinderen. Zij scheidden in 1964. In hetzelfde jaar trouwde hij Ashraf Naini ("Shamsi"), de dochter van een Iraanse diplomaat in Londen. Om aan alle huwelijksbepalingen van Iran en het Verenigd Koninkrijk te voldoen moesten zij drie keer trouwen. Uit deze verbintenis kwamen vijf kinderen voort, onder wie de dirigent Joseph Wolfe.
Na de dood van zijn vrouw in juni 2010 ging Davis' gezondheid achteruit. Na een val van het podium in Dresden in mei 2012 zegde hij de meeste engagementen af. Bij zijn laatste optreden, een maand voor zijn dood, dirigeerde hij een Londens amateurorkest. Op 14 april 2013 stierf Sir Colin Davis op 85-jarige leeftijd na een korte ziekte.

## Eerbewijzen
Sir Colin werd benoemd tot Commandeur in de Orde van het Britse Rijk in 1965 en vervolgens geridderd tot Knight Bachelor in 1980. Hij werd opgenomen in de Orde van de Eregezellen in 2001. Hij kreeg de gouden medaille van de Royal Philharmonic Society en vele buitenlandse onderscheidingen.

## Trivia
Davis was een verwoed breier en pijproker. Hij werd zelfs "pijproker van het jaar 1996" in Engeland.